# Bourgoin-Jallieu
Bourgoin-Jallieu település Franciaországban, Isère megyében. Lakosainak száma 29 816 fő (2022. január 1.). Bourgoin-Jallieu Saint-Marcel-Bel-Accueil, Saint-Savin, Domarin, L’Isle-d’Abeau, Maubec, Meyrié, Nivolas-Vermelle, Ruy-Montceau és Saint-Alban-de-Roche községekkel határos.

## Népesség
A település népességének változása:
| Lakosok száma | 23 759 | 27 163 | 27 502 | 28 399 | 28 387 | 28 494 | 28 834 | 29 389 | 29 577 | 29 816 |
|               | 2007   | 2013   | 2015   | 2016   | 2017   | 2018   | 2019   | 2020   | 2021   | 2022   |